# Onseepkans
Onseepkans is een klein dorpje in de gemeente Khâi-Ma in de Zuid-Afrikaanse provincie Noord-Kaap en is gelegen aan de zuidelijke oever van de Oranjerivier. Het is een plaatsje aan de grens met Namibië en wordt gebruikt door het verkeer tussen Pofadder in Zuid-Afrika en Keetmanshoop in Namibië. Het is gelegen 57 km ten noorden van Pofadder en 107 km zuidoostelijk van Karasburg in Namibië. De nederzetting is gelegen aan beide zijden van de Oranjerivier. De grenspost aan de Namibische kant staat bekend als Velloorsdrif. De brug over de Oranjerivier werd in 1962 geopend. Het dorp is afhankelijk van de geïrrigeerde gronden van de Oranjerivier.

## Geschiedenis
Het dorpje is in 1916 door zendelingen gesticht als irrigatienederzetting en wordt sedert 1936 bestuurd door een dorpsraad. De naam van het dorpje komt uit het Afrikaans en betekent letterlijk "Kans om zeep af te spoelen". Een andere verklaring voor de naam is een afleiding van het Khoikhoi woord wat "Draai in de rivier waar de limoendoringbomen groeien" betekent. Een verwijzing naar de Wilde-groenhaarboom.

## Natuur
Het gebied rond Onseepkans is een van meest afgelegen en mooiste gebieden van Zuid-Afrika. Het Kokerboombos tussen Pofadder en Onseepkans is verbazingwekkend en is het grootste bos van dit type in het zuidelijk halfrond. Het is een uitzonderlijk natuurgebied. De streek is erg warm en iedereen die erheen wil reizen moet zich goed voorbereiden en ruim voldoende water en afdoende bescherming tegen de zon meenemen. De temperaturen kunnen in de zomer opklimmen tot 50°C, in de winter meten we temperaturen van ruim 30°C. Om de nederzetting te bereiken moet vanuit Pofadder een zandweg van 50 km worden afgelegd.